# Cytinus

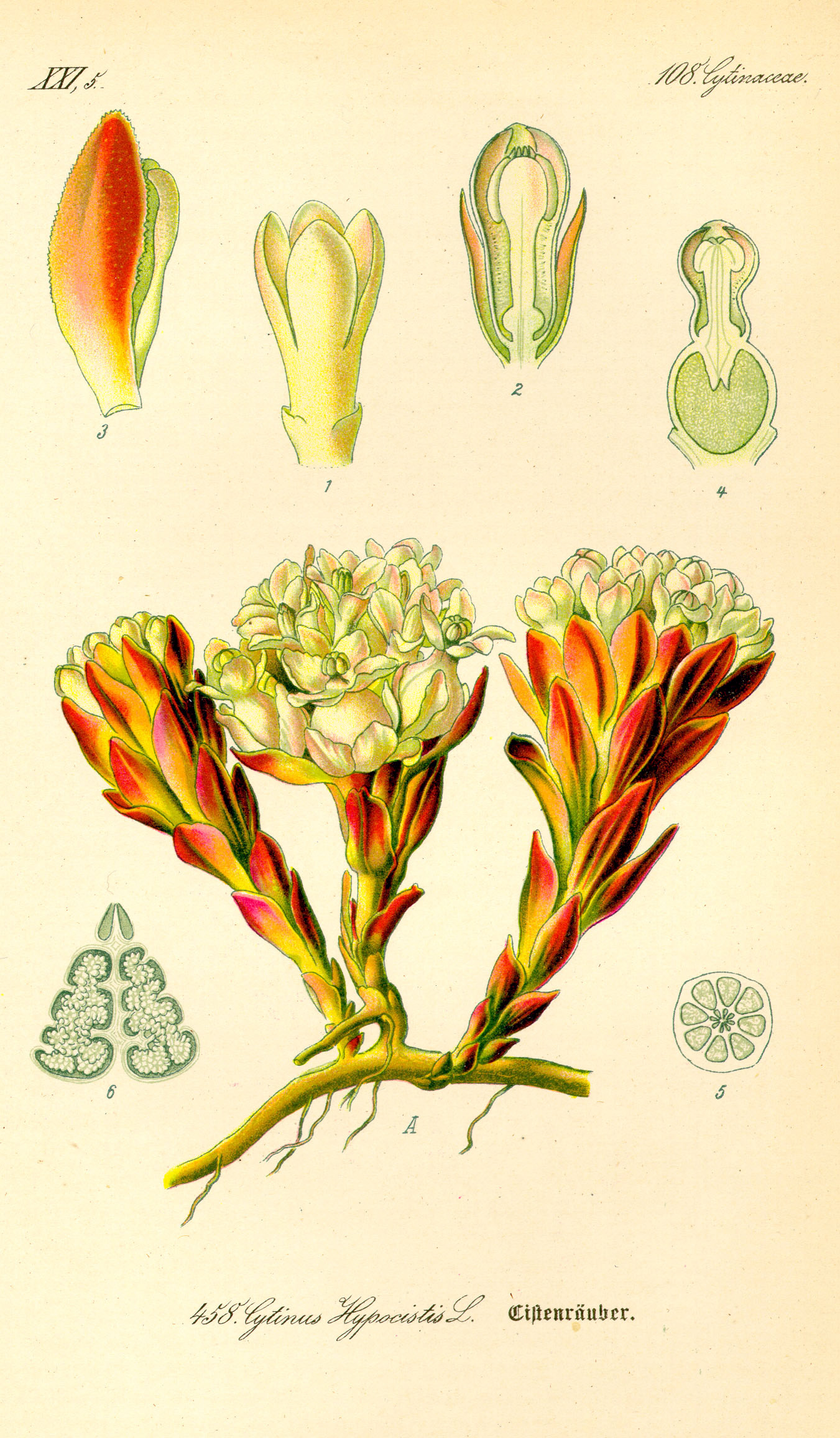
A flor de C. hypocistis.

Cytinus é um género de plantas com flor parasíticas, vulgarmente chamadas coalhadas ou pútegas. As suas espécies deixaram de produzir clorofila, pelo que dependem totalmente das plantas hospedeiras. Cytinus parasita apenas Cistus e Halimium, dois géneros de plantas da família Cistaceae.
Várias espécies podem ser encontradas na região Mediterrânica, África do Sul, com uma espécie possivelmente por descrever em Madagáscar.

## Biologia
C. capensis e C. sanguineus são dioicas, enquanto C. hypocistis é monoica.
Foi demonstrado que C. hypocistis infecta sobretudo Halimium halimifolium e Cistus monspeliensis em Portugal.

## Sistemática
O género Cytinus é por alguns incluído na família parasítica Rafflesiaceae, mas colocado na família Cytinaceae por outros, juntamente com o género Bdallophyton com quatro espécies. As Cytinaceae parecem ser aparentadas com as Malvales. Ao contrário de outras Rafflesiales, que têm apenas uma flor, as Cytinaceae têm múltiplas flores arranjadas numa inflorescência. O diafragma, uma estrutura floral presente nos géneros Rafflesia e Sapria, está ausente.
Cytinus ruber deixou de ser considerada uma espécie separada, e é agora uma subespécie de C. hypocistis.

## Usos
As plantas jovens de C. hypocistis são cozinhadas como substituto de espargos, e um seu extracto tem uso como tratamento de disenteria, tumores da garganta e como adstringente. C. ruber é também comestível, e era usada na medicina popular como um emenagogo.

## Espécies
- Cytinus capensis — África do Sul
- Cytinus hypocistis — Mediterrâneo, desde Marrocos ao sul da França e Turquia
- Cytinus ruber - Mediterrâneo (actualmente C. hypocistis ssp. clusii)
- Cytinus sanguineus — África do Sul
- Cytinus visseri — África do Sul